# سارة ألدريش
سارة ألدريش (بالإنجليزية: Sarah Aldrich)‏ هي ممثلة أمريكية، ولدت في 10 فبراير 1970 في Mission Hills, Santa Barbara County, California ‏ في الولايات المتحدة.

## أعمال

### مسلسلات
- إن سي آي إس
- بيفرلي هيلز 90210
- موردر
- رجال ماد
- فضيحة[2]
- كولد كيس
- هاوس

## وصلات خارجية
- سارة ألدريش على موقع IMDb (الإنجليزية)
- سارة ألدريش على موقع ألو سيني (الفرنسية)
- سارة ألدريش على موقع أول موفي (الإنجليزية)
- سارة ألدريش على موقع قاعدة بيانات الفيلم (الإنجليزية)
- سارة ألدريش على موقع كينوبويسك (الروسية)